# Saint-Haon-le-Châtel
Saint-Haon-le-Châtel je naselje in občina v jugovzhodnem francoskem departmaju Loire regije Rona-Alpe. Leta 2011 je naselje imelo 591 prebivalcev.

## Geografija
Kraj leži v pokrajini Forez ob reki Oudan, 14 km zahodno od središča Roanne. Občina je s površino 87 hektarjev najmanjša v departmaju Loire.

## Uprava
Saint-Haon-le-Châtel je sedež istoimenskega kantona, v katerega so poleg njegove vključene še občine Ambierle, Arcon, Noailly, Les Noës, Renaison, Saint-Alban-les-Eaux, Saint-André-d'Apchon, Saint-Germain-Lespinasse, Saint-Haon-le-Vieux, Saint-Rirand in Saint-Romain-la-Motte z 12.947 prebivalci (v letu 2011).
Kanton Saint-Haon-le-Châtel je sestavni del okrožja Roanne.

## Zanimivosti
- cerkev sv. Evstahija iz 12. stoletja,
- srednjeveške utrdbe iz 12. stoletja,
- kapela sv. Roka,
- Hôtel Pelletier.